# جهاز تحكم بيئي
إن نظام التحكم البيئي هو شكل من أشكال التكنولوجيا المساعدة الإلكترونية، والتي تُمكِّن الأشخاص ذوي الإعاقات الكبيرة من الوصول بشكل مستقل للمعدات في بيئتهم، مثل المنزل أو المستشفى.
وتعد وحدة التحكم البيئي الجهاز الذي يتحكم في المعدات - مثل جهاز التحكم عن بعد. ويمكنك استخدام وحدة التحكم لتحديد مجموعة من الخيارات المختلفة. وسيتحكم كل خيار في قطعة من المعدات بطريقة معينة - مثل: تشغيل جهاز تسجيل فيديو.
إن التحكم البيئي يُعد مصطلحًا عامًا لأنظمة ووحدات التحكم البيئي ويتم اختصارها أحيانًا بـ "EC" بالإنجليزية.
ويمكن تقييم أجهزة التحكم البيئي وتقديمها من خلال خدمة الصحة الوطنية. وقد يتكون فريق المشاركين في التقييم لمثل هذه التقنيات من اختصاصي العلاج الوظيفي.

## وصلات خارجية
- http://www.fastuk.org/home.php